# Réthy Annie
Réthy Annie, névváltozatai: Réthy Anna, Réthy Anni (Budapest, 1911. július 17. – 1981) színésznő. Sógora Déry Tibor író, költő.

## Élete
Réti (Rosenberg) Henrik Aladár (1874–1942) magántisztviselő és Szabados (Spitzer) Fanni Flóra (1881–1953) lánya. Békeffi László egyik kabaré-estjén lépett először a mikrofon elé, már első szereplésével nagy sikert aratott. Az 1930-as évek elején rendszeresen szerepelt a Magyar Rádióban, illetve hangversenyeken és matiné előadásokon. 1931-ben szerepelt a Terézkörúti Színpadon, 1933-ban a Belvárosi Színházban és a Vígszínházban is, majd Ausztriában filmezett. 1934-ben megnyerte a Színházi Élet rádiókedvenc-pályázatát.
Hangosfilmen cselédlányok zseniális alakításával lopta be magát a nézők kegyeibe, legnagyobb szerepét a Szent Péter esernyője című filmben kapta. 
1981-ben a Kozma utcai izraelita temetőben helyezték végső nyugalomra.

## Magánélete
Házastársa Déry György (1904–1944) magántisztviselő, nyelvtanár volt, dr. Déry Károly ügyvéd és Rosenberg Ernesztin fia, akihez 1940. szeptember 26-án Budapesten ment nőül. A holokauszt áldozata lett.

## Filmszerepei
- Iza néni (1933)
- Pardon, tévedtem! (1933, magyar-amerikai-német)
- Rákóczi induló (1933, magyar-német-osztrák)
- Salto in die Seligkeit (1934, osztrák)
- Búzavirág (1934)
- Az iglói diákok (1934) – Odrobina Anka, a kocsmáros lánya
- Köszönöm, hogy elgázolt (1935) – Julis, cseléd Galamboséknál
- Ez a villa eladó (1935) – Marcsa, cselédlány a szentpéteri birtokon
- Budai cukrászda (1935) – cselédlány Rácmeggyesen
- Szent Péter esernyője (1935) – Mravucsán Anni
- Légy jó mindhalálig (1936) – Ilonka, Török János húga
- Nászút féláron (1936) – tisztviselőnő a játékgyárban
- Fizessen, nagysád! (1937) – cselédlány Fábryéknál
- A szív szava (1937)
- Segítség, örököltem! (1937) – Marcsa, cselédlány a gróféknál
- Mámi (1937) – Julis, cselédlány a birtokon